# Copa Báltica 1997
La Copa Báltica 1997 (en estonio, Balti turniir 1997; en letón, Baltijas Kauss 1997; en lituano, 1997 m. Baltijos taurė) fue la XVII edición de la competición amistosa, que se desarrolló en Lituania. Fue disputada por los seleccionados de Estonia, Letonia y Lituania entre los días 9 y 11 de julio.
La selección de Lituania se consagró bicampeona luego de superar por 1-0 a Letonia en el partido definitorio de la última jornada.

## Formato
Las tres selecciones se enfrentaron entre sí en un sistema de liguilla a una sola rueda. La selección con mayor cantidad de puntos obtenidos al finalizar el torneo se consagró campeona.

## Posiciones
| Selección | Pts | PJ | PG | PE | PP | GF | GC | Dif |
| --------- | --- | -- | -- | -- | -- | -- | -- | --- |
| Lituania  | 6   | 2  | 2  | 0  | 0  | 3  | 1  | 2   |
| Letonia   | 3   | 2  | 1  | 0  | 1  | 2  | 2  | 0   |
| Estonia   | 0   | 2  | 0  | 0  | 2  | 2  | 4  | -2  |

## Resultados
| 9 de julio de 1997 | Lituania                            | 2:1 (1:0) | Estonia  | Estadio Žalgiris, Vilna                                |                                                        |
|                    | Morinas 35' · Šuliauskas 69' (pen.) |           | Reim 77' | Asistencia: 300 espectadores Árbitro(s): Romāns Lajuks | Asistencia: 300 espectadores Árbitro(s): Romāns Lajuks |

| 10 de julio de 1997 | Estonia     | 1:2 (1:1) | Letonia                   | Estadio Žalgiris, Vilna                                     |                                                             |
|                     | Kristal 15' |           | Babičevs 30' · Pahars 50' | Asistencia: 150 espectadores Árbitro(s): Algirdas Dubinskas | Asistencia: 150 espectadores Árbitro(s): Algirdas Dubinskas |

| 11 de julio de 1997 | Lituania    | 1:0 (0:0) | Letonia | Estadio Žalgiris, Vilna                                 |                                                         |
|                     | Ramelis 66' |           |         | Asistencia: 400 espectadores Árbitro(s): Oleg Timofejev | Asistencia: 400 espectadores Árbitro(s): Oleg Timofejev |

| Campeón Lituania 7.mo título |